# Strzyżno
Strzyżno (niem. Streesen) – osada w Polsce położona w województwie zachodniopomorskim, w powiecie stargardzkim, w gminie Stargard.
Osada leży nad rzeką Małą Iną, 7 km na południe od Stargardu.
W latach 1975–1998 miejscowość administracyjnie należała do województwa szczecińskiego. 
Do Strzyżna można dojechać linią MPK Stargard nr: 37. 

## Historia

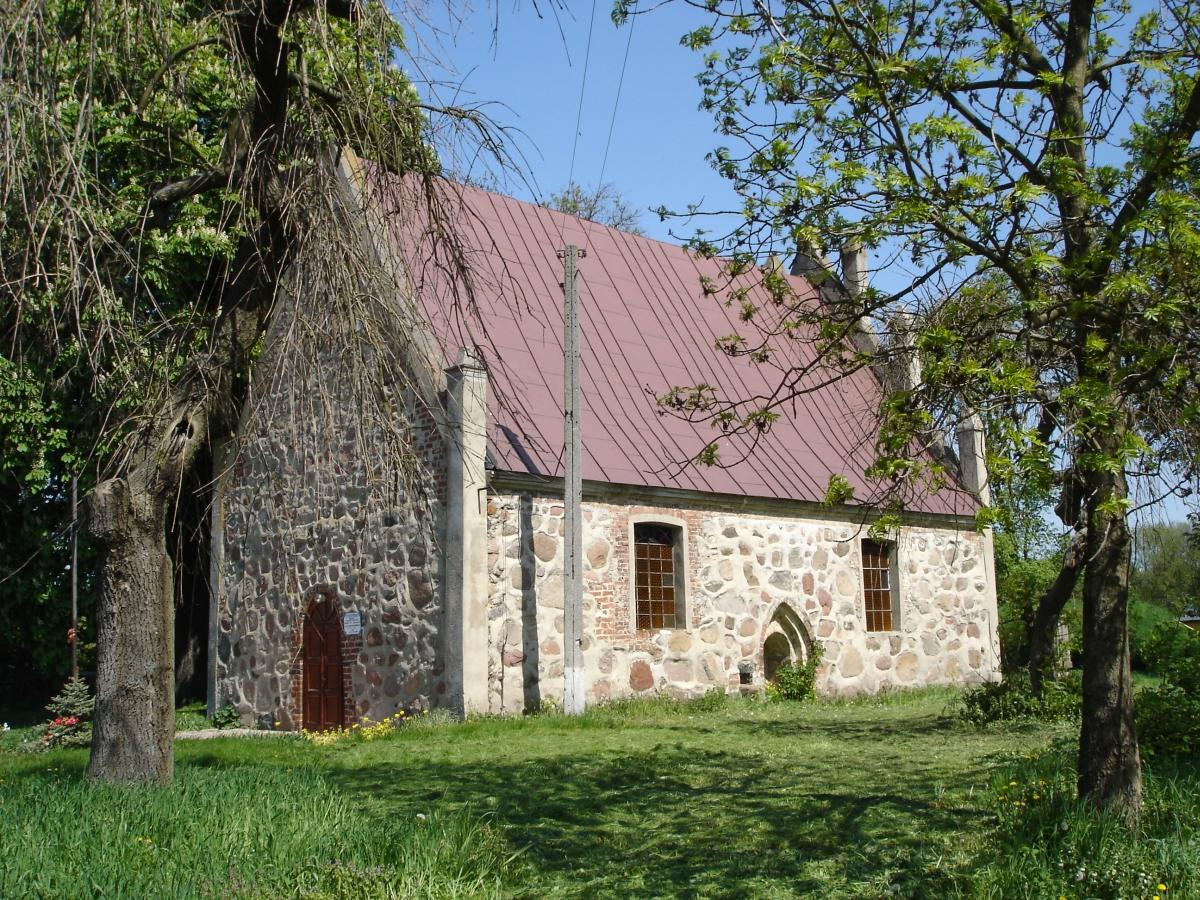
Kościół Matki Boskiej Częstochowskiej

Wieś typu ulicówka, pochodzi z XIV wieku, na przestrzeni dziejów miała co najmniej sześciu właścicieli. W 1945 przeszła w użytkowanie PGR. W roku 1993 Agrofirma Witkowo przejęła w dzierżawę gospodarstwo Strzyżno od AWRSP a 1997 r. wykupiła na własność dzierżawione gospodarstwo.

## Warto zobaczyć
- Pośrodku wsi znajduje się kościół późnogotycki wzniesiony z kamieni polnych i cegły w XV wieku. Kościół Matki Boskiej Częstochowskiej zbudowano na planie prostokąta. Szczyt świątyni przyozdobiony jest blendami ostrołukowymi. Podczas przebudowy w XIX wieku także okna i portal południowy uzyskały ostrołukowe zwieńczenia. Cennym elementem wyposażenia kościoła jest ścienne tabernakulum znajdujące się po lewej stronie ołtarza, w którym wnętrze i drzwiczki wykonane są z drewna dębowego pomalowanego temperą na kolor niebieski. Na wewnętrznej stronie drzwiczek malowidło przedstawiające Chrystusa Boleściwego. Całość zamykana żelazną kratą.

- Na cmentarzu przykościelnym znajduje się kaplica z pocz. XX wieku ufundowana przez ród Bohm (Bohmowie od 1863 do 1945 r. byli ostatnimi niemieckimi właścicielami Strzyżna).
- Neoklasycystyczny pałac z połowy XIX wieku oraz zabudowa folwarczna
- Park przypałacowy o pow. 3,1 ha., z cennymi okazami drzew. Układ częściowo zatarty. Z pierwotnego starszego założenia zachowała się 250-letnia aleja lipowa. Z połowy XIX wieku pochodzi park krajobrazowy, naturalistyczny, ograniczony meandrującą rzeką Małą Iną.